# Brian O'Conner
Brian O'Conner fue un personaje ficticio interpretado por el fallecido actor Paul Walker en la franquicia fílmica The Fast and the Furious. Apareció por primera vez, junto a su compañero protagonista Dominic Toretto, en la película de 2001 The Fast and the Furious. Brian fue creado por el guionista Gary Scott Thompson, quien se inspiró en un artículo sobre carreras callejeras que se publicó en la edición de mayo de 1998 de la revista Vibe.[cita requerida] Walker fue abordado directamente por el director Rob Cohen para interpretar al personaje.
O'Conner, bajo el alias "Brian Earl Spilner", primero interactúa con Dominic como un oficial de policía encubierto encargado de llevarlo ante la ley. Sin embargo, lo ayuda a evadir la captura de la policía dos veces; y también ayuda a borrar los antecedentes penales de su amigo de la infancia Roman Pearce. Estos eventos ayudan a construir muchos de sus atributos: a menudo, el segundo al mando de "Dom", demuestra que Brian fue honorable, honesto y protector, especialmente con respecto a su familia y esposa: Mia Toretto. Brian también es respetuoso y cree en brindar justicia. También es un buen piloto y desafía a Dom, el más fuerte del grupo en las carreras a lo largo de la serie.
Brian ha sido uno de los personajes más populares de la franquicia y es el papel que le permitió a Walker convertirse en una estrella financiable de Hollywood. Ganó los MTV Movie & TV Awards de 2002 y 2014 al mejor equipo en pantalla junto con Vin Diesel por sus actuaciones. Walker se ha identificado fuertemente con el personaje,[cita requerida] ya que Brian es ampliamente considerado entre las principales razones de la longevidad de la serie, aunque seguía apareciendo con efectos CGI en películas post mortem.

## Apariciones
Brian nació el 14 de julio de 1978 y fue criado por su madre en Barstow (California). Recuerda poco de su padre y es amigo cercano de la infancia de Roman Pearce, al haber asistido a la misma escuela secundaria. Ambos también salieron con las mismas mujeres.
Una vez que Brian obtuvo su licencia de manejo, estuvo involucrado en un choque de cinco autos en la carretera interestatal 40 mientras viajaba con su madre. Los frenos del auto de adelante se trabaron, mientras que otro auto los golpeó por detrás. Se unió al Departamento de Policía de Los Ángeles (LAPD) y, dos meses después de su permanencia en la fuerza, Roman fue arrestado por guardar autos robados en un garaje. Si bien Brian no estuvo involucrado en el arresto, Roman asumió que Brian podría haberlo ayudado de alguna manera. Roman luego se resiente de su amigo de la infancia y su asociación con la policía.

### The Fast and the Furious
Durante los eventos de la primera película, Brian está trabajando como detective encubierto con la policía de Los Ángeles, quien le asigna la tarea de resolver una serie de secuestros de camiones semirremolque. Se le da muy poco tiempo para encontrar a las personas responsables antes de que los camioneros comiencen a armarse con escopetas y tomar el asunto en sus propias manos. Su única pista es una descripción de los vehículos utilizados, que son unos Honda Civic color negro con faros neón verde.
Utilizando como nombre encubierto Brian Earl Spilner, investiga la escena de las carreras callejeras y conoce a Dominic Toretto, en cuyo equipo se infiltra más tarde, primero como corredor rival, en una carrera que pierde, luego como miembro después de ayudar a Dom a escapar de la policía. Mientras corre con Dom, procede a investigar equipos de carrera rivales liderados por Johnny Tran (Rick Yune) y Héctor (Noel Gugliemi). Incluso va tan lejos como para organizar y liderar un gran equipo SWAT en la casa de Johnny Tran después de encontrar grandes cantidades de mercancías, del tipo de los robos en la carretera, mientras se infiltraban en su garaje. Aunque la mercancía es ilegal, no encuentran nada en Tran, excepto algunos cargos menores, lo que deja solo a Dom como sospechoso. Brian pronto descubre que Toretto es el responsable después de verlo irse repentinamente en medio de una fiesta en Race Wars y ver a Mia, su hermana llorando para sí misma. Luego se revela a Mia como un oficial de policía y la convence de que si no llega a su hermano y su tripulación rápido, los camioneros que han comenzado a portar armas de fuego podrían herirlos gravemente o matarlos. En medio de esto, ambos inician una relación amorosa.
Mientras Brian y Mia corren para evitar que Dominic cometa otro robo en la carretera, dos de sus pilotos, su novia Letty y Vincent, resultan heridos en el proceso, con Letty volcando su auto al costado de la carretera y Vincent recibe un disparo al costado por una escopeta del camionero a quien intentaron secuestrar. Brian salva a Vincent, solamente para revelarle a Dom que es policía. Más tarde, Brian encuentra a Dominic en su casa tratando de buscar a Jesse (Chad Lindberg) cuando Tran y su cómplice llegan en sus motocicletas y disparan desde un vehículo en la casa de Toretto, perdiendo por poco a todos excepto a Jesse, quien muere en el proceso.
Luego, ambos hombres conducen detrás de Tran y su cómplice, con Dom corriendo al cómplice de la carretera mientras Brian dispara fatalmente a Tran. Luego, Brian persigue a Dom, con quien luego corre, lo que hace que Dominic gane por poco justo antes de que otro automóvil lo atropelle. Después de sobrevivir a la volcadura de su auto, Brian lo saca de los escombros solo para darle las llaves de su vehículo y le dice "Te debo un auto de diez segundos": el precio que pagó por perder la carrera anterior fue su auto. Esto lleva a su cargo de complicidad y complicidad, lo que resulta en su remoción del Departamento de Policía de Los Ángeles.
En la película es propietario de un Mitsubishi Eclipse RS 2G, una Ford F-150 SVT y, más tarde, un Toyota Supra RZ Mk IV.

### Turbo-Charged Prelude
Brian se va de Los Ángeles antes de que la policía de Los Ángeles tenga la oportunidad de arrestarlo por dejar escapar a Dominic. Mientras el FBI lanza una persecución nacional para él, Brian viaja por Arizona, Nuevo México y Texas, ganando todas las carreras callejeras en las que participa, con su Mitsubishi 3000GT rojo. Sin embargo, se ve obligado a abandonar su automóvil en un motel en San Antonio cuando los agentes de policía son notificados de su presencia. Cuando recogen el coche, se las arregla para que una mujer desconocida lo lleve, a pesar de que ella sabe quién es él en realidad. Ella lo deja en un lote de autos usados y él se da cuenta de que ella sabe que él es un hombre buscado. Allí, compra un Nissan Skyline GT-R R34 verde. Más tarde, recaudando dinero de las carreras callejeras, modifica el auto con rines nuevas y lo vuelve a pintar de color plateado antes de viajar hacia el este y ganar más carreras en el camino. Al llegar a Jacksonville (Florida), Brian se dirige al sur hacia Miami, Florida.

### 2 Fast 2 Furious
Brian, quien vivía en Miami, compite a tiempo parcial como piloto callejero para su amigo Tej Parker (Ludacris). Mientras compite, las autoridades locales lo atrapan y se enfrenta a la cárcel por cargos menores como destrucción de propiedad, mientras se infiltraba en Toretto en la primera película y ayuda e instigación de Dominic Toretto. Sin embargo, más tarde el agente de aduanas estadounidense Markham le hace una oferta para trabajar encubierto para infiltrarse en un narcotraficante local, llamado Carter Verone (Cole Hauser) a cambio de un registro limpio. Al ver que no podían imputar ningún cargo a Verone hasta que la evidencia de su pago estuviera en tránsito, O'Conner estuvo a cargo de ser colocado como piloto mientras estaba encubierto para Verone. Brian recibe un compañero llamado Dunn, a quien interroga sobre su conocimiento de los autos y Dunn falla. Luego, Brian procedió a solicitar su propio piloto, diciendo que si no obtiene el conductor que quiere, no participará en la operación y se arriesgará en Chino (California).
Cuando Markham acepta los términos de Brian, este último y su antiguo jefe del FBI, el agente Bilkins, buscan a Roman, quien es piloto de Demolition Derby. Al no estar en buenos términos, se pelean en el suelo como en sus días de infancia, ya que Pearce no está contento con que Brian sea un oficial de policía y fue arrestado dos meses después de que Brian salió de la Academia de Policía por tener ocho autos robados, por lo que Pearce culpa a Brian, a pesar de que no sabía nada al respecto. Es capaz de convencer a Pearce de que acepte el trato. Una vez que se establece el acuerdo, Bilkins y Markham presentan a Brian y Roman a Mónica Fuentes, una agente de aduanas estadounidense encubierto quien trabajaba con Carter e incluso estaba casada con él. Luego, Brian reciben un Mitsubishi Lancer Evolution VII y Roman Mitsubishi Eclipse Spyder, ambos modelo 2002. Mientras se infiltran, ambos logran ingresar a la organización con la ayuda de Mónica Fuentes, quien se ha enamorado de Brian y le advierte que Verone tiene la intención de matarlos al final de su misión. Lo que estaba en juego es que si fallan, irían a la cárcel o, si tienen éxito, los ejecutarían. Con esas opciones, ambos traman un plan para evitar la cárcel y ser asesinados a tiros. Pearce se reconcilia con Brian y acepta que su arresto no fue culpa suya. Con la ayuda de Tej, organizan una "lucha": después de ir a un estacionamiento, más tarde salen cientos de autos, después de haber cambiado de auto con Tej y Suki, mientras estaban en dicho lugar.
Los autos en los que luego se van, estaban equipados con asientos eyectables para deshacerse de los invitados no deseados. Brian se ve obligado a reunirse con Verone, pero después de golpear al secuaz de Carter junto con la ayuda de Pearce, procede a hacer un salto de auto clásico al barco de Verone. Luego arrestan a Verone y quedan libres. Él y Mónica intercambian una mirada significativa y en la escena final se muestra entre O'Conner y Pearce alejarse con los bolsillos llenos del dinero de las drogas de Verone y planeando abrir un taller mecánico de alto rendimiento.

### Fast & Furious
Años después, Brian vuelve a trabajar como agente del FBI y tiene la tarea de acabar con Arturo Braga, un conocido traficante de drogas en Los Ángeles y sus conexiones con el mundo de las carreras callejeras, aunque el público desconoce su verdadera identidad. Brian tampoco se sorprende al ver a Dominic Toretto haciendo un interrogatorio en el balcón al estilo Suge Knight del posible líder David Park. Brian sabe que es por el reciente asesinato de Letty y que Dominic ha regresado para obtener respuestas. Además, Brian fue contactado por Letty con su propuesta de infiltrarse en la organización de Braga a cambio del regreso seguro de Dom a Los Ángeles.
A pesar de ser un agente completo nuevamente, todavía se le ve haciendo su marca registrada rompiendo las reglas y ocasionalmente rompiéndolas para resolver el caso. Al igual que en la primera película, Brian está bajo la presión de sus superiores para traer a Dom, quien todavía sigue prófugo de la justicia.
Brian y Dom se infiltran en el equipo de Braga, a pesar de que ninguno de ellos sabe quién es realmente Braga. Tras el secuestro de una Hummer H1 con heroína por un valor de US$60 000 000, Brian organiza una operación encubierta para encontrarse con Braga e intercambiar parte de la heroína por US$6 000 000 en efectivo, pero no sin antes hacer un trato con sus superiores para que perdonen a Dom por sus crímenes pasados si la operación tiene éxito. Después de que el FBI hiciera una búsqueda en la base de datos de huellas dactilares de Braga, cuya verdadera identidad resulta ser su "segundo al mando" Ramón Campos, el agente del FBI Michael Stasiak, envidioso y en desacuerdo con O'Conner, envía un equipo SWAT para arruinar el botín, lo que obligaba a Braga a volver a esconderse. Como resultado de esto, Brian es retirado del servicio activo.
Más tarde, cuando O'Conner y Dominic van a México para buscar a Braga, uno de los subordinados de Braga les da un aviso, en este caso, su enlace Gisele Yashar, quien se ha sentido atraída por Dom. Brian y Dom capturan con éxito a Braga en una iglesia en México y ayudan a Dom a matar a Fénix Calderón, responsable de la muerte de Letty, sujetándolo por los tobillos mientras Dominic lo empala con la bomba F del Chevrolet Camaro de un secuaz. A pesar de solicitar clemencia para Dom, recibe una sentencia de 25 años a cadena perpetua sin posibilidad de libertad condicional anticipada. Esto lleva a Brian a renunciar al FBI y se une a Mia y a dos de los cómplices latinos de Dom desde el comienzo de la película: Leo y Santos, al liberar a Dom de su autobús de la prisión yendo hacia el vehículo de manera similar a los atracos de Dominic.
No se menciona el destino de sus planes para abrir un concesionario de automóviles con su amigo de la infancia Roman Pearce en Miami. También se revela en esta película por qué dejó ir a Dominic en la primera película, ya que respetaba a Dominic más que a sí mismo y quizás, también debido al hecho de que su incursión en la propiedad de Tran causó indirectamente la muerte de Jesse.
Durante el transcurso de la película, Brian también reaviva su antiguo romance con Mia. Después de verla en una sala de interrogatorios del FBI, la libera y los dos salen a tomar un café. Durante la conversación que comparten, ella revela su enfado por su "traición" a su grupo al final de la primera película, pregunta por qué dejó ir a Dom, a lo que Brian afirma que no sabe y le dice lo herida que estaba cuando él la dejó de repente sin explicación. Si bien Brian inicialmente pone una distancia profesional entre él y Mia, finalmente le admite que dejarla fue lo más difícil que jamás haya hecho y, más tarde, cuando Mia se derrumba, Brian la consuela, lo que resulta en una reunión apasionada entre los dos.

### Fast Five
En la quinta película, O'Conner y Toretto quedan atrapados en un fuego cruzado con el empresario corrupto y despiadado narcotraficante Hernán Reyes, en Río de Janeiro y planean un complot para robar todo el dinero de Reyes para comprar su libertad. Se revela en Fast Five que el padre de O'Conner no estaba allí para él y O'Conner no sabe nada de él, a diferencia del estrecho vínculo que el padre de Toretto tuvo con sus dos hijos. A menudo se le preocupaba que se comportará de la manera que lo hizo su padre, pero Toretto le aseguró que él no sería como su padre porque va a mantener un ojo en él si lo hace. O'Conner había estado en detención juvenil con Roman Pearce antes de convertirse en un policía. O'Conner también ha reavivado su relación con Mia y ella queda embarazada de su hijo.

### Fast and Furious 6
O'Conner, Toretto y Mia viven en paz en Canarias, España, donde Mia da a luz a su hijo. O'Conner se une al equipo de Toretto para cumplir con la solicitud del agente Hobbs de acabar con el líder de la pandilla rival Owen Shaw. Cuando el equipo se da cuenta de que Braga trabajaba para Shaw, O'Conner decide ingresar a los Estados Unidos para interrogarlo sobre Shaw. Después de interrogar con éxito a Braga y regresar a Londres, O'Conner comienza a sentirse culpable por dejar que Letty se infiltrara, lo que la llevó a su amnesia y al posterior trabajo para Shaw. El grupo captura a Shaw y convence a Letty para que se ponga del lado de ellos. O'Conner se disculpa con Letty, quien dice que es posible que no lo recuerde, pero que si hubiera trabajado para él, lo habría hecho por su propia voluntad. Shaw revela que había capturado a Mia, lo que lo llevó a una persecución a alta velocidad tras el avión de Shaw, donde Mia es rescatada y Shaw queda lisiado y entra en coma.

### Furious 7
Tiempo después, Brian y el resto de la familia están de regreso en los Estados Unidos y llevan una vida normal al punto que Brian comienza a acostumbrarse a la vida como un padre, pero extraña la antigua vida que alguna vez disfrutó. Mientras tanto, Dom se entera por su hermana, Mia, que está embarazada nuevamente, pero teme decírselo a Brian debido a su anhelo por perder las balas. Sin embargo, su casa es destruida por Deckard Shaw, el hermano mayor de Owen, quien ha salido de su escondite en busca de venganza, lo que obliga a Brian, Roman, Tej, Letty y Dom a ir tras él. Antes de irse, Brian le promete a Mia que después de que se encargue de Shaw, se dedicará a su familia. Para rescatar a Ramsey, un hacker que tiene un dispositivo conocido como Ojo de Dios que puede localizar a cualquier persona en la Tierra, el equipo lanza sus autos desde el aire sobre las montañas del Cáucaso y embosca el convoy de Jakande y rescata a Ramsey, descubriendo que ella es una mujer joven. Luego se dirigen a Abu Dabi, donde un multimillonario ha adquirido la memoria USB que contiene dicho Ojo de Dios. El equipo irrumpe en su ático y logra robar la memoria USB. En ambas ocasiones, el equipo es perseguido por Shaw, quien se enfrenta a Dom y el equipo apenas logra escapar. Con el Ojo de Dios, el equipo logra localizar a Shaw, quien está esperando en una fábrica remota. Dom, Brian y el Señor Nadie junto con una unidad de operaciones encubiertas, intentan capturar a Shaw, pero son emboscados por Jakande y sus militantes, quienes se han aliado con Deckard. Después de la emboscada, los hombres del Señor Nadie mueren y este último resulta herido, aunque logra escapar con Toretto y Brian, mientras Jakande obtiene el Ojo de Dios. Nadie les advierte a Brian y Dom que Jakande usará el Ojo de Dios para cazar a Ramsey, quien es el único que puede destruirlo. Se van dejando al Señor Nadie atrás para ser evacuado por uno de sus helicópteros de reserva. Sin otra opción, el equipo regresa a Los Ángeles para luchar contra Shaw, Jakande y sus hombres en su propio territorio. Dom planea enfrentarse a Shaw solo mientras Brian y el resto del equipo se preparan para enfrentarse a Jakande. Justo cuando se están preparando, Brian llama a Mia y le declara su amor, temiendo no poder sobrevivir y se entera que ella está embarazada de una niña, lo que lo motivó para volver con vida. Mientras Jakande persigue a Brian y al resto de la tripulación con un helicóptero de ataque sigiloso y un vehículo aéreo no tripulado, usando el Ojo de Dios para rastrear a Ramsey, apenas sobreviven y logran cerrar el Ojo de Dios con la ayuda de Brian para establecer una conexión para que Ramsey lo pueda hackear. Posteriormente, Hobbs mata a Jakande disparando la bolsa de granadas que Dom logró arrojar dentro del helicóptero, mientras también saca el UAV. Deckard es derrotado por Dom y encarcelado. Finalmente en paz, el equipo celebra en la playa. Mientras Brian y Mia juegan con su hijo Jack, Dom, Letty, Ramsey, Roman y Tej observan apreciando su felicidad y reconociendo que Brian está mejor retirado con su familia. Dom no queriendo perturbar el momento feliz, se va en silencio. Brian se da cuenta y logra alcanzarlo y le pregunta a Dom: "¿Pensaste que podías irte sin decir adiós?". Cuando se detiene junto al auto de Dom en su Toyota Supra blanco, se miran y sonríen, luego se despiden cuando Brian sale de la carretera principal y Dom sigue adelante.

### Siguientes apariciones
Brian no hace una aparición física en The Fate of the Furious, pero él, junto a Mia, se ve en una foto en el auto de Dom. Roman y Letty también lo mencionan cuando Dom traiciona al equipo, Roman sugiere que Brian sabría por qué Dom los traicionó, pero Letty le recordó que todos acordaron mantener a Brian y Mia retirados del equipo debido a que querían una vida normal y por la seguridad de sus hijos. Dom luego nombra a su hijo como Brian.
Brian no aparece físicamente en F9. Sin embargo, Mia regresa al equipo cuando se entera de que su objetivo actual es Jakob, el tercer hermano de Toretto, que fue separado de la familia hace años y le informa a Dom que Brian está cuidando a los niños, incluido el propio hijo de Dom. La película concluye con Brian llegando a la casa de Dom en su Nissan Skyline azul para unirse al resto del equipo en una barbacoa posterior a la misión, aunque no aparece directamente. A pesar de ser un personaje de fondo invisible en la película en sí, Brian aparece a través de imágenes de archivo en el tráiler de la película, junto con su hijo Jack.
Si bien no aparece en los eventos actuales de Fast X, el robo anterior de la bóveda de Brian y Dom se ve en la apertura de la película a través de imágenes de archivo, presentando al villano de la película: Dante, el hijo de Hernán Reyes.[cita requerida]

## Personalidad
La personalidad carismática y sensata de Brian a menudo contrasta con el comportamiento agresivo de Toretto. A pesar de su compostura, Brian es un adicto a la adrenalina en secreto; una vez, le confía a Dom, al describir los desafíos de la paternidad, que extraña el peligroso estilo de vida. También se muestra valiente, particularmente cuando protege a amigos o seres queridos al tomar decisiones aparentemente letales, impulsivas o valientes.
Al principio, Brian era un desconocido en la comunidad de tuneo de autos, pero después de conocer a Toretto, se volvió más positivo, activo en la escena de las carreras y se convirtió en un hábil mecánico.
Brian estaba muy interesado en el tuneo, especialmente en los modelos Nissan Skyline, ya que tenía dos GT-R R34: uno en la segunda película y otro en la cuarta; otro C10 GT-R de 1969 y, finalmente, un Nissan GT-R.[cita requerida]
Además de los Skyline, Brian también ha tenido un Mitsubishi Eclipse tuneado en la primera película, pero se insinúa que lo pagó el grupo de trabajo LAPD-FBI para él quien se había infiltrado; además de un Lancer Evo, un Subaru Impreza dos veces y un Supra también dos veces.[cita requerida]

## Muerte de Paul Walker
El 30 de noviembre de 2013, Paul Walker falleció en un accidente de tránsito en el asiento copiloto, tras chocar contra un árbol cuando se encontraba de camino junto con su amigo Roger Rodas, quien iba al volante hacia un evento de caridad y que además formaba parte de una fundación, realizado por Reach Out Worldwide para las víctimas del tifón Haiyan en Filipinas.
Tras el inesperado fallecimiento de Walker, mucho se especuló con el futuro de la saga, al filtrarse falsos rumores de una posible llegada de actores o celebridades alejadas del mundo del cine, para reemplazar al fallecido actor. Sin embargo, durante la segunda semana de diciembre, se dio a conocer que la película continuaría su rodaje y que para mantener al personaje que diera vida Walker en la franquicia, sería contratado como su sustituto su propio hermano Cody. Cody Walker es el hermano menor de Paul, 15 años menor que él, quien al igual que su hermano, abrazó la vocación de la actuación, aunque en su caso particular especializándose como doble de riesgo. En un principio, el acuerdo sería el de completar las escenas que dejó Paul sin grabar, realizándose tomas de espaldas o de planos lejanos y a sí mismo, en el caso de efectuar tomas de plano cercano y, a pesar del gran parecido de ambos, apelar al sistema de inserción de rostros CGI, para suplantar el rostro de Cody por el de su fallecido hermano.

## Recepción
El papel le valió a Walker el MTV Movie & TV Awards en 2002 y, aunque póstumamente, también en 2014 por mejor equipo en pantalla, los cuales compartió con Vin Diesel. Más reconocimiento llegó en los Teen Choice Awards de 2015, de nuevo póstumamente. La interpretación de Walker ha provocado que el actor se haya identificado fuertemente con el personaje.[cita requerida]